# Muhammad Nádzsi al-Otari
Muhammad Nádzsi al-Otari (Muḥammad Nājī al-`Uṭrī; arab betűkkel محمد ناجي عطري) (sz. 1944) szíriai politikus, 2003 és 2011 között miniszterelnök.

## Tanulmányai
Otari 1944-ben született Aleppó városában. Építészetet tanult és várostervezésből szerzett diplomát Hollandiában. Anyanyelvén kívül folyékonyan beszél francia és angol nyelven.

## Politikai karrier
1983 és 1987 között az aleppói városi tanács vezetője volt, majd Homsz kormányzójának nevezték ki.